# Институт проблем передачи информации имени А. А. Харкевича РАН
Институ́т пробле́м переда́чи информа́ции и́мени А. А. Харке́вича РАН (ИППИ РАН) — один из научно-исследовательских институтов Отделения нанотехнологий и информационных технологий Российской академии наук. Основан в 1961 году и возглавлялся до 1965 года академиком А. А. Харкевичем (1904—1965). В ноябре 2004 года институту присвоено его имя.

## Задачи
Основной целью Института является выполнение фундаментальных научных исследований и прикладных разработок в области проблем передачи, распределения, обработки информации и управления в технических и живых системах.
Основными направлениями научной деятельности Института являются:
- теория передачи и защиты информации;
- математическая теория информации и управления, многокомпонентные случайные системы;
- информационно-коммуникационные технологии и их применение в сложных системах и сетях;
- информационные процессы в живых системах и биоинформатика;
- компьютерная лингвистика.

Институт организует ежегодные конференции:
- Информационные технологии и системы Архивная копия от 3 июля 2007 на Wayback Machine — конференция молодых учёных и специалистов ИППИ РАН;
- International Workshop on Wireless Access Flexibility Архивная копия от 10 февраля 2013 на Wayback Machine — конференция, посвящённая беспроводным сетям.

## Сотрудники
В Институте работают 2 академика (Апресян, Юрий Дереникович; Синай, Яков Григорьевич), 4 члена-корреспондента РАН (Белавин, Александр Абрамович; Бухштабер, Виктор Матвеевич; Гайфуллин, Александр Александрович; Шкредов, Илья Дмитриевич), 116 докторов наук и 206 кандидатов наук.
С 29 августа 2023 года исполняющим обязанности директора назначен член-корреспондент РАН Федоров Максим Валериевич.
Председатель учёного совета Института — кандидат физико-математических наук Владимир Иосифович Венец.
Три сотрудника Института удостоены высшей премии в области математики — награждены золотой медалью Филдса:
- 1978 год — Григорий Александрович Маргулис;
- 1998 год — Максим Львович Концевич;
- 2006 год — Андрей Юрьевич Окуньков.

Премия Абеля была присуждена:
- 2014 год — Яков Григорьевич Синай;
- 2020 год — Григорий Александрович Маргулис.

Сотрудники Института получили множество наград IEEE. Марк Семёнович Пинскер был награждён Золотой медалью Ричарда Хэмминга (1996 г.), Наградой имени Клода Шеннона (1978 г.)
Заведующий Сектором алгебры и теории чисел ИППИ РАН Михаил Цфасман и член ученого совета Андрей Соболевский (руководил Институтом с 2016 по 2023 год) — лауреаты французского Ордена Академических пальм.
Молодые учёные ИППИ РАН неоднократно становились лауреатами премий различного уровня.
Лауреаты Премии Правительства Российской Федерации в области науки и техники для молодых ученых:
- Алексей Фролов, Евгений Хоров — за исследование и разработку протоколов для перспективных беспроводных сетей (2016)[6].

Лауреаты Премии Правительства Москвы молодым ученым:
- Антон Кирьянов, Артем Красилов и Александр Кротов в области информационно-коммуникационных технологий (2018)[7]
- Антон Григорьев, Тимур Ханипов и Елена Кузнецова в номинации «Автомобильный и железнодорожный транспорт и инфраструктура» за разработку и внедрение системы классификации автотранспорта (2015)[8]
- Александр Гайфуллин в номинации «Математика, механика и информатика» за ряд важнейших открытий в области алгебраической топологии и комбинаторной геометрии (2014)[9]
- Евгений Хоров, Алексей Фролов и Дмитрий Осипов в номинации «Информационно-коммуникационные технологии» за исследования методов множественного доступа к беспроводной среде, повышающих надежность доставки мультимедийных данных реального времени (2013)[10]

В институте работают известные популяризаторы науки Михаил Гельфанд, Александр Панчин.
В декабре 2018 г. в ИППИ РАН открыта лаборатория беспроводных сетей Архивная копия от 10 октября 2019 на Wayback Machine в рамках Мегагранта Правительства РФ. Научный руководитель — Иан Фуат Акилдиз.

## Работа со студентами
Образовательная структура ИППИ РАН включает в себя:
- базовую межфакультетскую кафедру проблем передачи информации и анализа данных[11] МФТИ;
- кафедры в НИУ «Высшая школа экономики»: базовую кафедру ИППИ РАН на факультете математики и кафедру технологии моделирования сложных систем (ТМСС)[12];
- учебно-научный центр (УНЦ) — «Биоинформатика» в МГУ им. М. В. Ломоносова.

## Аспирантура
Аспирантура работает в ИППИ РАН со времени его основания и существовала еще тогда, когда институт был Лабораторией по разработке научных проблем проводной связи. За это время было подготовлено несколько сотен кандидатов наук, которые работают в различных регионах нашей страны и за рубежом.
Подготовка научно-педагогических кадров по программам аспирантуры осуществляется в ИППИ РАН на основании Лицензии Минобрнауки РФ. В 2019 году по результатам аккредитационной экспертизы Рособрнадзора Программы аспирантуры имеют государственную аккредитацию по следующим направлениям и профилям:
Направление: 01.06.01-Математика и механика
Профили:
- дифференциальные уравнения, динамические системы и оптимальное управление — 01.01.02
- геометрия и топология — 01.01.04
- теория вероятностей и математическая статистика — 01.01.05
- математическая логика, алгебра и теория чисел — 01.01.06
- дискретная математика и математическая кибернетика — 01.01.09

Направление: 02.06.01 — Компьютерные и информационные науки
Профиль:
- дискретная математика и математическая кибернетика — 01.01.09

Направление: 06.06.01-Биологические науки
Профиль:
- математическая биология, биоинформатика — 03.01.09

Направление: 09.06.01-Информатика и вычислительная техника
Профили:
- теоретические основы информатики — 05.13.17
- математическое моделирование, численные методы и комплексы программ — 05.13.18
- системный анализ, управление и обработка информации — 05.13.01

Направление: 11.06.01-Электроника, радиотехника и системы связи
Профиль:
- системы, сети и устройства телекоммуникаций — 05.12.13

Научное руководство аспирантами осуществляют, как правило, доктора наук: заведующие лабораториями и ведущие специалисты Института.

## Издания
ИППИ РАН является соучредителем журналов
- «Проблемы передачи информации» (осн. в 1965),
- «Автоматика и телемеханика» (осн. 1936 г.) и
- «Информационные процессы» (электронный)[2].

__________
Из-за вторжения России на Украину институт находится под санкциями всех стран Евросоюза, Украины и США.